# L.A. (band)
L.A. er et dansk heavy-metal band som blev dannet i starten af 80’erne i Vejle. Bandet bestod oprindeligt af Kim Christiansen på trommer, Jan Achmann på vokaler, Jens Impgaard på guitar, Lars Impgaard også på guitar og Søren Impgaard på keyboard. Kort efter debut-albummet, blev Kim Christiansen dog erstattet af Henrik Rohde Jensen på trommer.
De udgav efter en enkelt demo deres debutalbum i 1985. Denne blev generelt rigtig godt modtaget rundt omkring, men derefter gik det for L.A. som det gik for mange andre nye bands på den tid. Dvs. den sædvanlige triste historie om bands der gik tabt pga. fallitramte pladeselskaber, problemer med turneer osv. Resultatet blev at bandet gik i opløsning i 1986, inden de fik færdigindspillet deres andet album. Men grundet en stor efterspørgsel på en genudgivelse af debutalbummet, fandt bandet langt om længe sammen igen i 2003.
Da kemien stadig var der indtog L.A. Jailhouse Studierne og gik i samarbejde med Tommy Hansen i gang med at støve de gamle demobånd af og endelig færdiggøre det andet album, der havde ligget og samlet støv i 17 år. Det kom der noget ganske unikt ud af, CD'en der har fået navnet "Unfinished Business".
Kombinationen af tidstypisk 80’er metal/rock og en krystalklar, fyldig og moderne produktion fungerer simpelthen fantastisk og der hersker ingen tvivl om at dette er noget nær den ypperligste produktion hørt fra Tommy Hansen. Og det siger ikke så lidt.
Musikmæssigt befinder L.A. sig et eller andet sted i grænselandet mellem Hard Rock og klassisk Heavy Metal, lidt som man kender det fra f.eks. Pretty Maids. Som en lille fodnote kan det da også samtidig nævnes at Ronnie Atkins fra selv samme band, var inde omkring bandet i den spæde start.
Jan Achmanns melodiske vokal, om end lidt rå i kanten, passer perfekt til L.A.’s musik og hans præstation på bassen er ligeledes ikke til at sætte en finger på. Ikke mindst takket være et par imponerende basgange i ”High On You”.
Kernen i bandet må dog siges mest at være bygget op omkring de tre Impgaard brødre, på guitarer og keyboard, da bandets helt store force især er samspillet mellem netop solide guitar riffs, bakket op af keyboard.
Især brugen af keyboard og ligeledes de mange korarrangementer vil måske umiddelbart kunne få nogle til at rynke på næsen. Men her fungerer det så absolut og løfter numrene det ekstra stykke fra standard til hits.

## Medlemmer
- Jan Achmann – (vokal og bas)
- Jens Impgaard – (guitar)
- Lars Impgaard – (guitar)
- Søren Impgaard – (keyboard)
- Henrik Rohde Jensen – (trommer)

## Tidligere Medlemmer
- Ronnie Atkins – (vokal)
- Kim Madsen – (guitar)
- Kim Christiansen – (trommer)

## Diskografi

### Studiealbum
- L.A. (1985)
- Unfinished Business (2004)